# Celebrator - Rare Tracks
Celebrator - Rare Tracks es un álbum recopilatorio de la banda alemana de heavy metal U.D.O., publicado en 2012 por AFM Records. La producción se compone de dos discos que contienen algunas remezclas, ediciones especiales y algunas colaboraciones de Udo Dirkschneider con otros artistas.

## Lista de canciones
Disco uno
| N.º | Título | Duración |  |
| 1.  | «Stormbreaker» (remix, pista adicional para Japón de Rev-Raptor)                                                    | 3:28     |  |
| 2.  | «Tallyman» (grabada para Rev-Raptor pero no fue incluida en el disco)                                               | 4:20     |  |
| 3.  | «Run!» (remix, incluida originalmente en el DVD Thundervision)                                                      | 6:35     |  |
| 4.  | «Free or Rebellion» (remix, incluida como pista adicional en el sencillo «Leatherhead»)                             | 4:43     |  |
| 5.  | «Bleeding Heart» (remix, pista adicional para Japón de Dominator)                                                   | 2:56     |  |
| 6.  | «The Silencer» (grabada para Dominator pero no fue incluida en el disco)                                            | 4:20     |  |
| 7.  | «Bodyworld» (remix, incluida como pista adicional en el sencillo «Infected»)                                        | 4:43     |  |
| 8.  | «Systematic Madness» (remix, incluida como pista adicional en el sencillo «Infected»)                               | 3:32     |  |
| 9.  | «Head Over Heels» (cover de Accept, grabada por HammerFall para Renegade con la participación de Udo Dirkschneider) | 4:34     |  |
| 10. | «Balls to the Wall» (versión en piano)                                                                              | 3:44     |  |
| 11. | «Artificialized» (grabada para Mastercutor, pero no fue incluida en el disco)                                       | 4:08     |  |
| 12. | «They Only Come Out at Night» (grabada por Lordi para The Arockalypse con la participación de Udo Dirkschneider)    | 3:40     |  |
| 13. | «Streets of Sin» (remix, incluida en el sencillo «The Wrong Side of Midnight»)                                      | 3:03     |  |

Disco dos
| N.º | Título | Duración |  |
| 1.  | «Tears of a Clown» (versión orquestada)                                                                                    | 4:19     |  |
| 2.  | «Man a King Ruler» (remix, pista adicional para Japón de Mastercutor)                                                      | 3:34     |  |
| 3.  | «Hardcore Lover» (remix, incluida en el sencillo «24/7»)                                                                   | 4:46     |  |
| 4.  | «Scream Killers» (remix, incluida en el sencillo «24/7»)                                                                   | 4:18     |  |
| 5.  | «Platchet Soldat» (remix, con la participación del artista ruso Faktor2)                                                   | 5:49     |  |
| 6.  | «Borderline» (remix, pista adicional para Japón de Thunderball)                                                            | 4:11     |  |
| 7.  | «Dancing With an Angel» (remix, incluida en Man and Machine, con la participación de Doro)                                 | 4:31     |  |
| 8.  | «X-T-C» (remix, grabada para el disco A Tribute to Accept II)                                                              | 3:51     |  |
| 9.  | «Azrael» (remix, tomada de No Limits)                                                                                      | 5:31     |  |
| 10. | «The Key» (remix, pista adicional para Japón de No Limits)                                                                 | 4:05     |  |
| 11. | «Metal Gods» (cover de Judas Priest, grabada para el disco A Tribute to Judas Priest: Legends of Metal)                    | 4:07     |  |
| 12. | «Born to Be Wild» (cover de Steppenwolf, grabada por Raven para Break the Chain con la participación de Udo Dirkschneider) | 3:26     |  |

## Posicionamiento en listas
| País     | Lista                | Máxima posición |
| -------- | -------------------- | --------------- |
| Alemania | Media Control Charts | 73              |
| Suecia   | Sverigetopplistan    | 55              |